# M50 (Машрік)
M50 — основний шлях зі сходу на захід у міжнародній мережі доріг Арабського Машріку, що з’єднує столиці Багдад і Каїр. Дорога починається в Багдаді, а потім пролягає через Кербелу, Арар, Сакаку, Табук, Акабу та Нувейбу до Каїра. При цьому дорога проходить через чотири країни, а саме Ірак, Саудівську Аравію, Йорданію та Єгипет.
M50 також є частиною M45 між Ель Калібах і Табук і частиною M55 між Хакл і Нехель.

## Номери національних доріг
Шлях M50 пролягає через такі національні дороги зі сходу на захід:
| Номер             | Маршрут                     |
| Ірак              | Ірак                        |
| ----------------- | --------------------------- |
| 9                 | Багдад - Кербела            |
| 22                | Кербела - Саудівська Аравія |
| Саудівська Аравія |                             |
| 80                | Ірак - Табук                |
| 15                | Табук - перехрестя 15-394   |
| 394               | перехрестя 15-394 - Хакл    |
| 5                 | Хакл - Йорданія             |
| Йорданія          |                             |
| -                 | Саудівська Аравія - Єгипет  |
| Єгипет            |                             |
| -                 | Йорданія - Каїр             |